# Diglossa caerulescens
El pinchaflor azulado (en Ecuador) (Diglossa caerulescens), también denominado roba néctar azulado (en Venezuela), pincha-flor azulado (en Perú, diglosa azulada o picaflor azul (en Colombia), es una especie de ave paseriforme de la familia Thraupidae, perteneciente al numeroso género Diglossa. Es nativo de regiones andinas y montañosas adyacentes del norte, noroeste y oeste de América del Sur.

## Distribución y hábitat
Se distribuye de forma disjunta en la cordillera de la Costa del norte de Venezuela; en la Serranía del Perijá, en la frontera noreste de Colombia - noroeste de Venezuela; y  a lo largo de la cordillera de los Andes, desde el oeste de Venezuela, por las tres cadenas de Colombia, noroeste y este de Ecuador, Perú, hasta el oeste de Bolivia (Cochabamba).
Esta especie es considerada localmente bastante común en sus hábitats naturales: el dosel y los bordes de selvas húmedas montanas, en altitudes entre 1600 y 2700 m.

## Sistemática

### Descripción original
La especie D. caerulescens fue descrita por primera vez por el zoólogo británico Philip Lutley Sclater en 1856 bajo el nombre científico «Diglossopis caerulescens»; su localidad tipo es: «Caracas, Venezuela».

### Etimología
El nombre genérico femenino Diglossa proviene del griego «diglōssos» que significa de lengua doble, que habla dos idiomas; y el nombre de la especie «caerulescens» proviene del latín  «caeuruleus»: azul oscuro.

### Taxonomía
La presente especie fue descrita e incluida en un género monotípico Diglossopis, al cual posteriormente se incorporaron otras tres especies, D. cyanea, D. glauca y D. indigotica; sin embargo, los datos genético-moleculares de ADNmt indican que dicho grupo no es monofilético, a pesar del color azul predominante en todas.
Los amplios estudios filogenéticos recientes demuestran que la presente especie es hermana de Diglossa cyanea y el par formado por ambas es hermano de D. glauca.

### Subespecies
Según las clasificaciones del Congreso Ornitológico Internacional (IOC) y Clements Checklist/eBird v.2019 se reconocen seis subespecies, con su correspondiente distribución geográfica:
- Diglossa caerulescens saturata (Todd), 1917 – Andes de Colombia y suroeste de Venezuela.
- Diglossa caerulescens ginesi Phelps, Sr & Phelps, Jr, 1952 – Serranía del Perijá.
- Diglossa caerulescens caerulescens (P.L. Sclater) 1856 – cordillera de la Costa del norte de Venezuela.
- Diglossa caerulescens media Bond, 1955 – Andes del sur de Ecuador (Loja) al noroeste de Perú.
- Diglossa caerulescens pallida (Berlepsch & Stolzmann), 1896 – Andes del centro de Perú (La Libertad hasta Lima y Junín)
- Diglossa caerulescens mentalis J.T. Zimmer, 1942 – Andes del sureste de Perú al noroeste de Bolivia.